# Expedición de Cartagena (1697)
La expedición de Cartagena del 2 de mayo de 1697 fue el último gran combate entre el Reino de Francia y el Reino de España antes del Tratado de Ryswick de 1697. Esta incursión fue un total éxito para el jefe de escuadra Jean-Bernard de Pointis y su patrocinador, el almirante Jean-Baptiste Du Casse, gobernador francés de Santo Domingo.

## Desarrollo

### Contexto
La guerra de los Nueve Años tocaba a su fin y su resultado continuaba indeciso. La marina británica, la Royal Navy, había tomado gran ventaja sobre la Marine royale de Luis XIV, y el rey de Francia buscaba un éxito naval, con el fin de poder firmar el Tratado de Ryswick, con los españoles en una posición fuerte. 
Por su parte, ese tratado permitiría a España poner fin a la incertidumbre sobre su Imperio español. La Expedición de Cartagena es igualmente para Luis XIV un medio de obtener un territorio que codiciaba: la parte occidental de Santo Domingo, que le permite crear en 1698 la Compañía de Santo Domingo, y la Compañía de Guinea, confiada a su cercano financiero Antoine Crozat.

### La expedición
El Rey se unió a la expedición proporcionando siete barcos y tres fragatas. La escuadra partió de Brest el 7 de enero de 1697 y llegó el 3 marzo a Santo Domingo. Jean-Bernard de Pointis convenció al almirante Jean-Baptiste Du Casse para que se uniese a ellos, a pesar de sus temores y la dificultad de unir a los filibusteros. Ducasse esperaba tomar Portobelo para cruzar el istmo de Panamá, pero muchos de los filibusteros consideraban que Cartagena de Indias estaba demasiado lejos.
Joseph d'Honon de Gallifet, quien sucedió a Ducasse en 1700, fue uno de los actores de la expedición de Cartagena a la cabeza de «110 voluntarios coloniales», asistidos por «180 negros libres» bajo la dirección de Jean-Joseph de Paty.
A principios de marzo, la flota zarpó del puerto de Petit-Goave en Saint-Domingue y vieron Cartagena de Indias al final del mes, con 1200 hombres venidos de Brest acompañados de alrededor de 650 filibusteros y bucaneros.
Se presentaron frente a la ciudad el 13 de abril de 1697. Los franceses desembarcaron dos días después en Boca Chica. Asaltaron el Castillo de San Luis de Bocachica, defendido heroicamente por Don Sancho Jimeno con apenas 139 solados y esclavos, que se rindió el 16 de abril, cerrando la entrada de la bahía. El 20 de abril, los franceses atacaron la ciudad, que se rindió rápidamente y pagó un rescate de 9 millones de libras, lo que no impidió el pillaje de estos últimos.
El 6 de mayo de 1697, los franceses entraron en la ciudad y la saquearon hasta el 24 de mayo, con un botín estimado entre 10 y 20 millones de libras. Fue en principio repartido en partes iguales, pero una parte de los 650 filibusteros y bucaneros consideraron el reparto desigual y comenzaron a saquear la ciudad por segunda vez. 
Cerca de 2 millones deberían volver a los filibusteros según el pacto con ellos el 22 de marzo de 1697, a bordo del buque insignia, luego renovado en el porche de su iglesia de Petit-Goave, en el oeste de Santo Domingo. No se dio, por tanto, más que un saldo de fuerzas militares, decisión que puede explicarse por la presencia de 1200 militares venidos de Francia, mayoritarios en la expedición.
Los filibustieros se sorprendieron de que Jean-Bernard de Pointis abandonase la tierra firme española aunque había prometido que Ducasse se convertiría en gobernador. El regreso a Francia se hizo con la fiebre amarilla, que diezmó poco a poco los barcos, de igual forma que destruyó una buena parte de los escoceses del Proyecto Darién el mismo año, un centenar de kilómetros más al sur.
Las enfermedades tropicales hicieron fácilmente estragos en un cuerpo expedicionario de grandes dimensiones venido directamente de Europa. El número de soldados aumentó las posibilidades del virus de nutrirse de un organismo más vulnerable que otros y de ahí propagarse a toda la tropa, fenómeno que se verificaría un siglo más tarde en las filas francesas de la expedición de Santo Domingo, aunque había sido preparada por oficiales que conocían las colonias.
Varios de los filibusteros franceses no volvieron a Santo Domingo y prefirieron poner rumbo a la Reunión de la isla de oro, y sus alrededores, donde el Proyecto Darién acababa de fracasar. Tres naves de filibusteros encallaron en tierra firme, cerca de Cartagena, y fueron tomadas por los españoles, y otras cuatro fueron capturadas por los ingleses y devueltas a Jamaica.
El mismo Ducasse informó de las buenas relaciones entre los indios de Darién y los filibusteros franceses, pues había propuesto al Rey de Francia instalar una colonia en este lugar, pero el ministro de la Marina le desalentó, ya que temía que la tan joven Luisiana pudiese costar la furia española.
El duque de Saint-Simon describió la expedición con precisión y énfasis en sus memorias, como 

una ópera creada para Luis XIV, producida por Pontchartrain; libreto, música y puesta en escena del barón de Pointis  ejecutada por la tropa y orquesta de la marina real, con la participación del coro de los filibusteros, Ducasse coryphée.